# مجلس سياسة الغذاء
مجلس سياسة الغذاء أو مجلس الغذاء (بالإنجليزية: Food Policy Council)‏ هي منظمة تتيح للمواطنين التأثير في السياسة الغذائية، خاصة على المستوى المحلي. نشأ المفهوم في الولايات المتحدة، حيث تأسس أول مجلس في نوكسفيل عام 1982 لمواجهة آثار الركود الاقتصادي على نظام الإمداد الغذائي المحلي.
تجمع مجالس السياسة الغذائية بين مختلف الجهات المعنية التي تسعى إلى توفير غذاء صحي ومحلي ومستدام للأفراد في منطقة معينة. وبهذه الطريقة، تربط المجالس بين ممثلي المستهلكين والمنتجين والمنظمات غير الحكومية والحكومات لإيجاد حلول مناسبة لمنطقتهم.
انتشرت فكرة المجالس المحلية من هذا النوع في جميع أنحاء أمريكا الشمالية والقارات الأخرى.
أُنشئ في البرازيل مجلس وطني للسياسة الغذائية يُدعى CONSEA (المجلس الوطني للأمن الغذائي والتغذوي) في التسعينيات، وحقق نجاحًا كبيرًا في تقليل عدد الأشخاص المتأثرين بالجوع وسوء التغذية. في عام 2019، حلّ الرئيس جايير بولسونارو مجلس CONSEA في أول يوم من توليه المنصب لمنح قطاع الأعمال الزراعية مزيدًا من النفوذ على الأمازون.

## أمثلة على مجالس السياسات الغذائية
- مجلس كاملوبس للسياسات الغذائية، تأسس عام 1995.
- نوكسفيل-مجلس سياسة مقاطعة نوكس الغذائية.
- مجلس تورونتو للسياسة الغذائية [الإنجليزية]، تأسست عام 1991.
- مجلس السياسة الغذائية لولاية نيويورك [الإنجليزية]، تأسست عام 2007.

## أنظر أيضا
- الأمن الغذائي